# Isaak Tirion

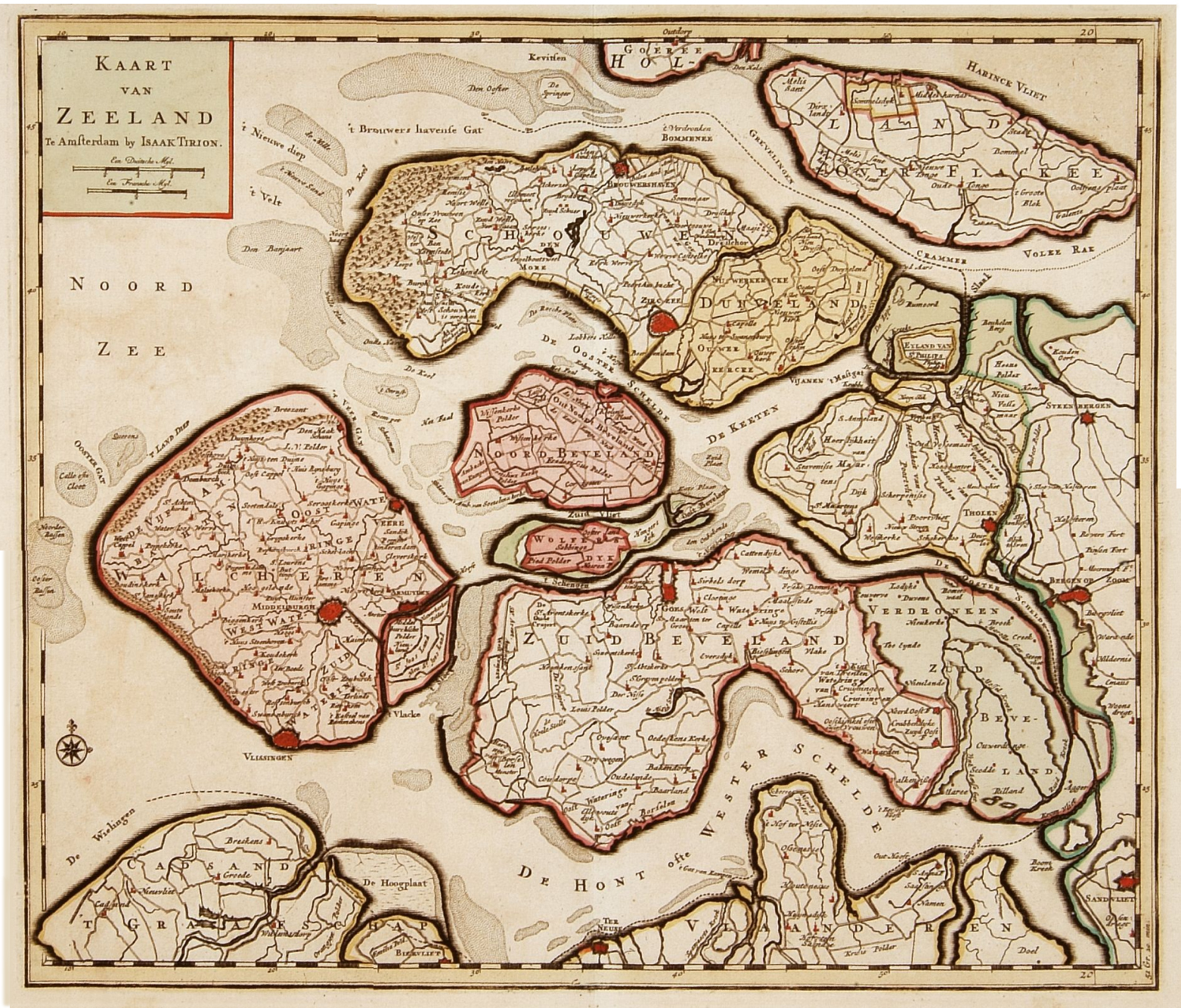
Kaart van Zeeland (1747), uitgave: Isaak Tirion

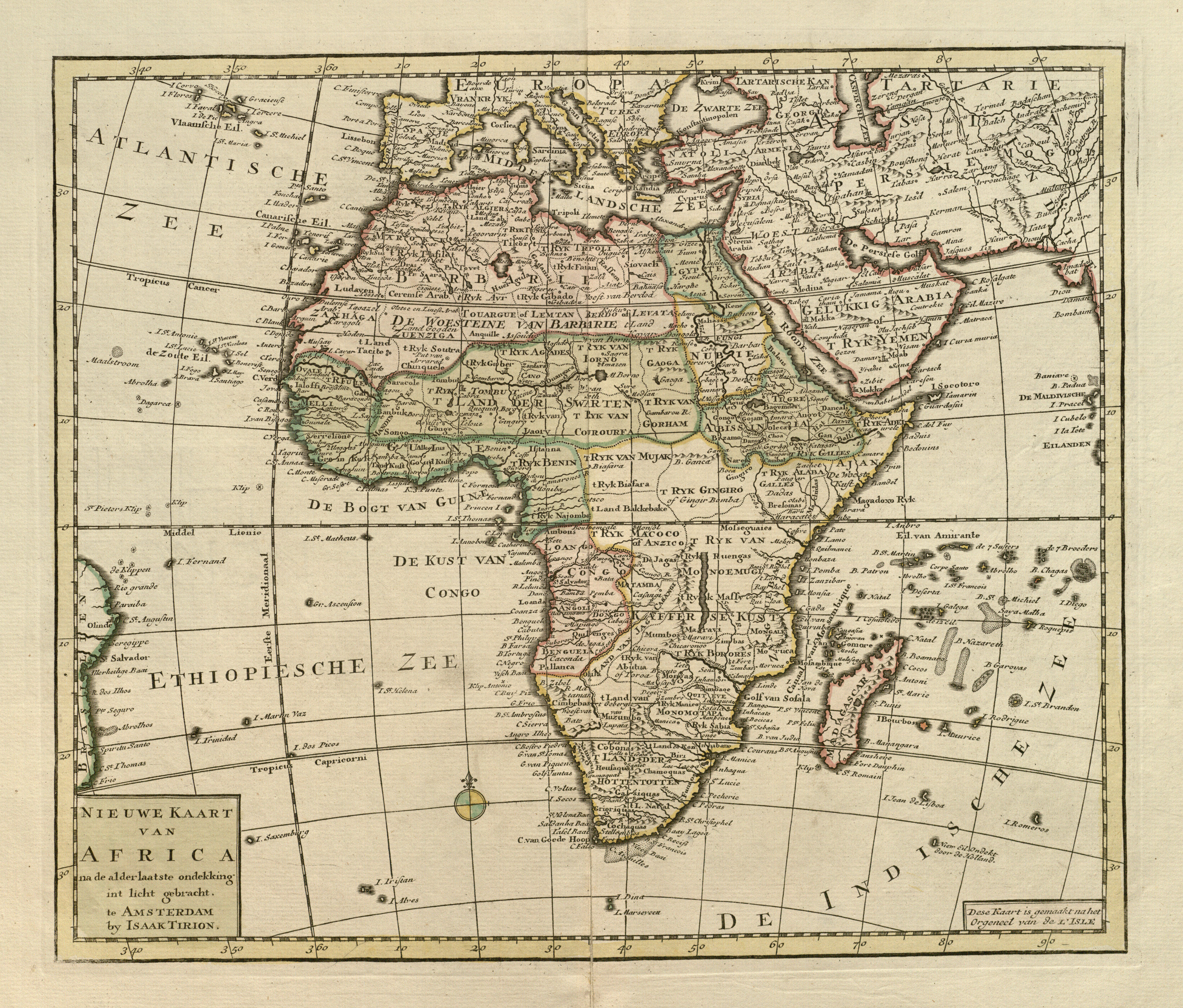
Kaart van Afrika (c. 1750), uitgave: Isaak Tirion

Isaak Tirion (Utrecht, circa 1705 - Amsterdam, begraven 12 oktober 1765) was een Nederlands boekhandelaar en uitgever.

## Leven en werk
Tirion vestigde zich rond 1725 in Amsterdam, eerst aan de Nieuwendijk (bij de Dam) en vanaf 1742 in de Kalverstraat nr. 10. Hij publiceerde een groot aantal boeken, serie-werken en tijdschriften. Hieronder bevonden zich ook vele topografische werken, waaronder 
- 'Hedendaagse Historie' of 'Tegenwoordige Staat van alle Volken' in 45 delen.
- 'Tegenwoordige Staat der Vereenigde Nederlanden' in 12 delen.

Ook gaf Tirion een achttal atlassen uit, waarvan tot circa 1784 verscheidene edities verschenen. De inhoud daarvan kon variëren van 34 tot 112 kaarten. 
Een van die atlassen was de
- 'Atlas van Zeeland', uitgegeven in 1760, met kaarten, Zeeuwse stads- en dorpsgezichten en prenten van destijds bekende Zeeuwen. Voor deze atlas werd een groot aantal manuscriptkaarten van de Hattinga's gebruikt als voorbeeld voor de opgenomen gravures van de diverse Zeeuwse eilanden.

Er werden van tijd tot tijd ook verzamelingen van kaarten uitgegeven die als atlas konden worden ingebonden, daarbij werd geadviseerd aan zijn klanten om achter in de band extra ruimte over te laten voor eventuele aanvullingen. De atlaskaarten waren op dik papier gedrukt, de kaarten in zijn boeken moesten het doen met dunner materiaal. Voor het maken van de kaarten had Tirion een aantal graveurs in dienst.
Tirion werkte ook in opdracht. De Staten van Holland en West-Friesland vroegen tussen 1754 en 1765 om een groot aantal waterstaatskaarten. Hij hield zich bij deze opdracht uitvoerig met de redactie van het, soms geheime, kaartmateriaal bezig.
Na zijn dood - hij werd op 12 oktober 1765 begraven in Amsterdam - zette zijn weduwe, Johanna Koster, de zaak nog enige jaren voort.